# Nélson (football, 1975)
Pour les articles homonymes, voir Nélson.
Nélson Alexandre Gomes Pereira, ou plus simplement Nélson né le 20 octobre 1975 à Torres Vedras, est un footballeur portugais. Il jouait au poste de gardien de but.

## Biographie
Nélson joue principalement en faveur du SCU Torreense, du Sporting Portugal et de l'Estrela da Amadora.
Il est finaliste de la Coupe de l'UEFA en 2005 avec le Sporting Clube de Portugal et remporte deux titres de champion avec le Sporting.
Il reçoit trois sélections en équipe du portugal lors de l'année 2002. Il participe à la Coupe du monde 2002 avec le Portugal en tant que 3e gardien.

## Carrière
- 1994-1997 :  SCU Torreense
- 1997-2006 :  Sporting Portugal
- 2006-2007 :  Vitória Setubal
- 2007-2009 :  Estrela da Amadora
- 2009-2010 :  CF Belenenses

## Palmarès
- Champion du Portugal en 2000 et 2002 avec le Sporting Portugal
- Vainqueur de la Coupe du Portugal en 2002 avec le Sporting Portugal (finaliste en 2000)
- Vainqueur de la Supercoupe du Portugal en 2000 et 2002 avec le Sporting Portugal
- Finaliste de la Coupe UEFA en 2005 avec le Sporting Portugal

## Statistiques
- 2 matchs et 0 but en Ligue des Champions
- 4 matchs et 0 but en Coupe de l'UEFA
- 134 matchs et 0 but en 1re division portugaise
- 4 matchs et 0 but en 2e division portugaise
- 58 matchs et 0 but en 3e division portugaise